# Boston Pops Orchestra

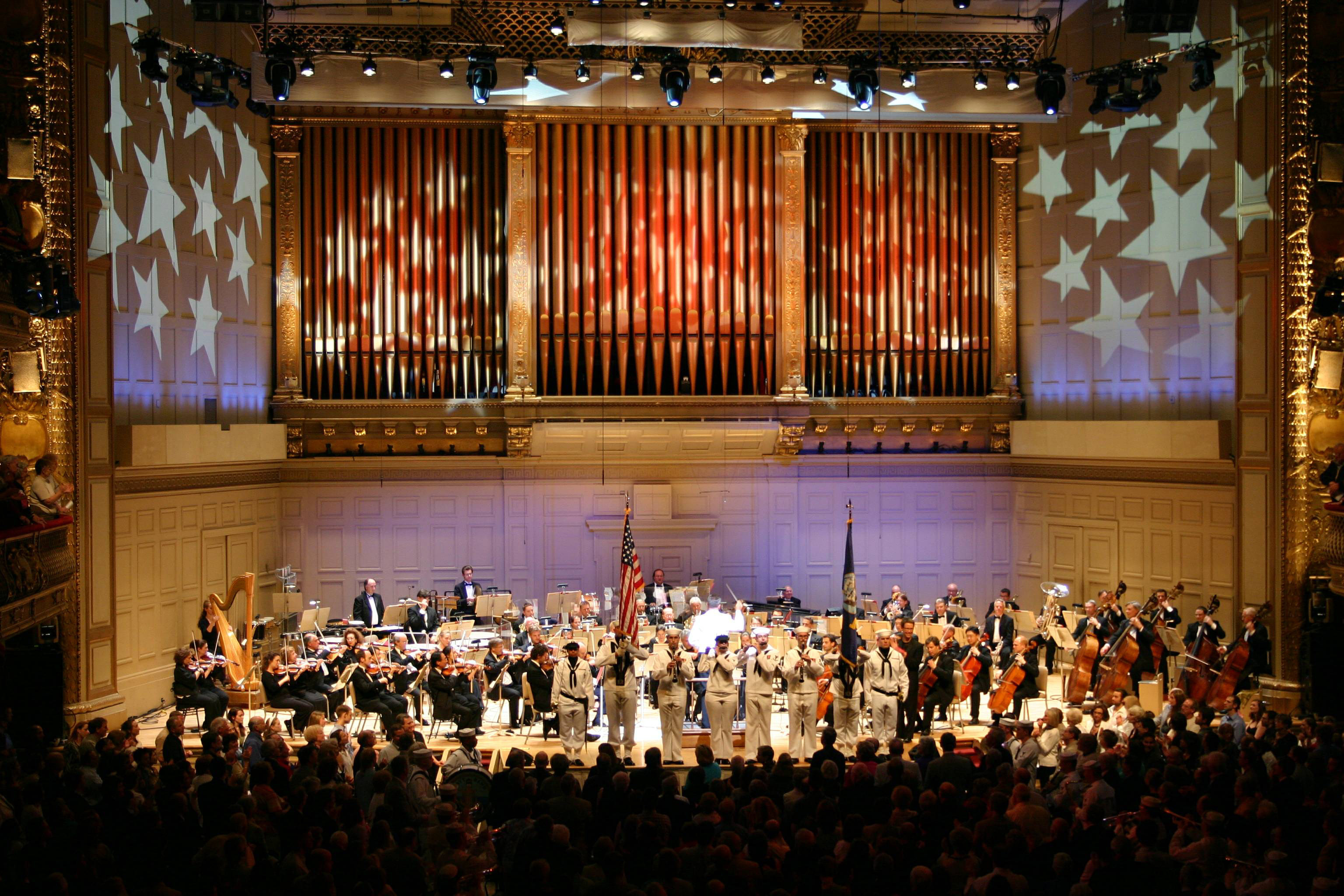
Das Boston Pops Orchestra mit der Navy Northeast Marching Band in der Symphony Hall in Boston

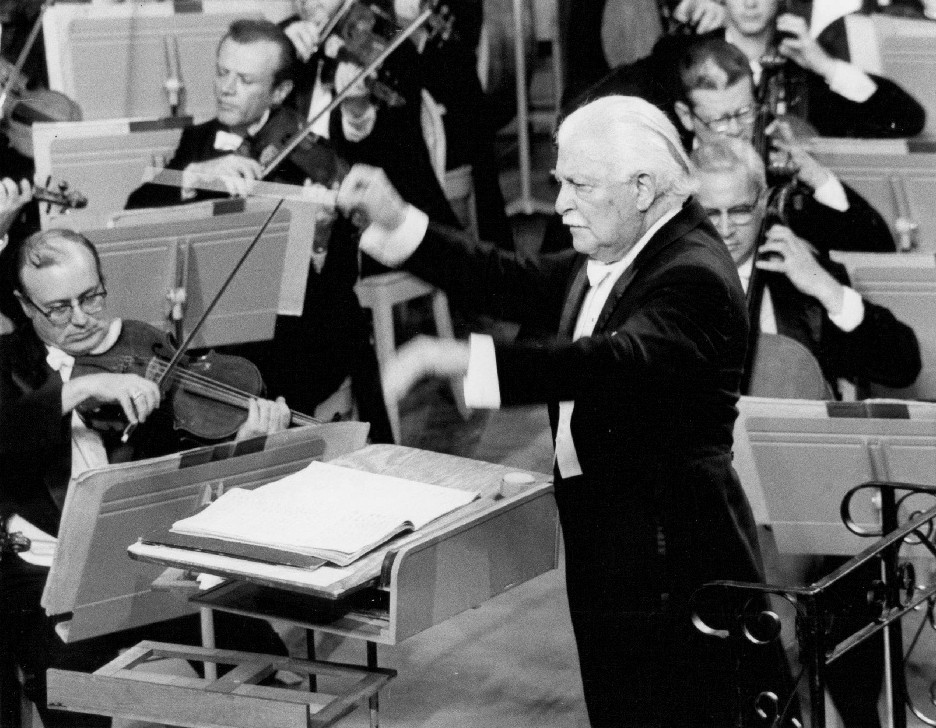
Arthur Fiedler dirigiert die Boston Pops 1969 in der Red Skelton Show

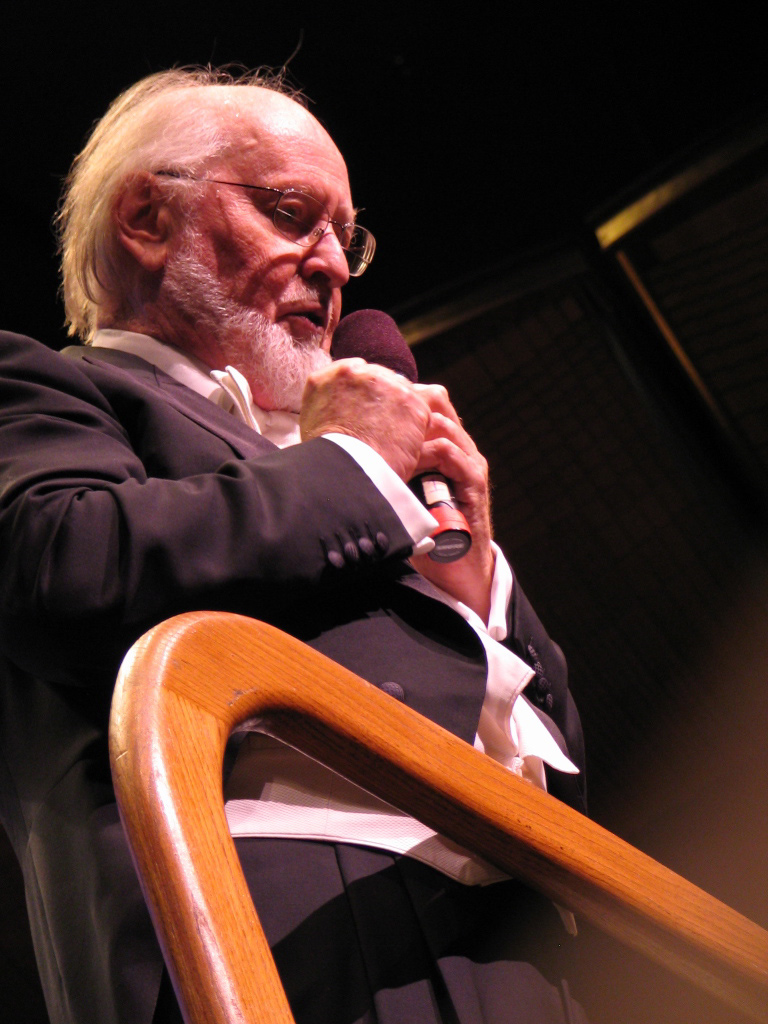
John Williams

Das Boston Pops Orchestra (kurz Boston Pops) ist ein Symphonieorchester mit Sitz in Boston, Massachusetts, das vor allem leichte Klassik und Populärmusik aufführt. Es wurde im Jahr 1885 als Ableger des vier Jahre älteren Boston Symphony Orchestra gegründet. Auch heute noch sind die meisten Musiker der Boston Pops zugleich Mitglieder des Boston Symphony Orchestra.

## Geschichte
Am 11. Juli 1885 gaben die Boston Pops unter der Leitung von Adolf Neuendorff ihr erstes Promenadenkonzert in der Boston Music Hall.
Nachdem in den ersten Jahrzehnten die Dirigenten der Boston Pops häufig gewechselt hatten, übernahm 1930 Arthur Fiedler die Leitung des Orchesters – eine Stellung, die er beinahe 50 Jahre lang bis zu seinem Tod innehaben sollte. 1965 spielten die Boston Pops die von Ernest Gold komponierte Filmmusik zu Das Narrenschiff ein. Unter Fiedlers Ägide erreichten die Boston Pops große Popularität. In Zusammenarbeit mit RCA und Polydor wurden schätzungsweise 50 Millionen Tonträger verkauft. Zu einem Konzert in Boston anlässlich des 200. Jahrestags der Unabhängigkeitserklärung der Vereinigten Staaten erschienen am 4. Juli 1976 etwa 400.000 Zuhörer.
Die Nachfolge von Arthur Fiedler trat 1980 der mehrfache Oscarpreisträger John Williams an. Auch unter Williams’ Leitung wurden zahlreiche CDs eingespielt. Nach seinem Ausscheiden Ende 1993 wurde Williams zum Ehrendirigenten ernannt.
1993 übernahm Keith Lockhart die Leitung der Boston Pops. Unter seiner Leitung gaben die Boston Pops bis heute 1800 Konzerte, die meisten davon in Boston, aber auch in 35 Bundesstaaten der USA sowie in Japan und Korea. Auch bei sportlichen Großveranstaltungen spielten die Boston Pops, etwa 2002 beim Super Bowl XXXVI, 2008 beim NBA-Finale oder bei verschiedenen Veranstaltungen der Boston Red Sox. Außerdem nahmen die Boston Pops acht Alben auf, von denen zwei für einen Grammy nominiert wurden.